# خواکین ناوارو (بازیکن فوتبال)
خواکین ناوارو (انگلیسی: Joaquín Navarro; ۲ اوت ۱۹۲۱ – ۵ نوامبر ۲۰۰۲) بازیکن فوتبال اهل اسپانیا بود.
از باشگاه‌هایی که در آن بازی کرده‌است می‌توان به باشگاه فوتبال رئال مادرید، باشگاه فوتبال سابادل، و باشگاه فوتبال بارسلونا اشاره کرد.